# Pálmafélék
A pálmafélék (Arecaceae) az egyszikűek osztályának (Liliopsida, újabban Monocots) a pálmavirágúak (Arecales, Palmales, Palmae) rendjébe sorolt családja 212 nemzetség mintegy 2800 fajával. A nemzetségek közül feltűnően sok monotipikus (egyfajú). A csoportot korábbi rendszerekben vagy önálló rendnek tekintették (pl. Urania Pflanzenwelt), vagy a torzsavirágzatúak rendjének (Spadiciflorae) egyik családjaként (Arecaceae, Palmaceae) szerepelt. A kladisztikai vizsgálatok egyértelműen bizonyítják egységes, monofiletikus, a többi egyszikűtől elszigetelt jellegét – éppen ezért a pálmafélék tagjainak morfológiai sajátosságai eléggé egységesek. A köznyelvben pálmáknak nevezzük őket.
Gyakran összetévesztik, illetve keverik őket a cikászokkal, amiknek nem közeli rokonai.

## Származásuk, elterjedésük
A kréta időszak óta ismeretesek; fénykorukat is ekkor élték.
Magyarországon Ipolytarnócon, a 20 millió éves (korai miocén korú) lábnyomos homokkő azóta kihalt pálmafélék (Sabal major, Calamus noszkyi) leveleinek lenyomatait is megőrizte.
A legtöbb fajuk a trópusokon, illetve szubtrópusi éghajlaton él; főként a Csendes-óceán térségében és Kelet-Ázsiában. Az északi, illetve a déli szélesség 5° között a pálmafélék az esőerdők fő alkotói; ettől a zónától távolodva fajszámuk és gyakoriságuk fokozatosan csökken.
Európában az északi szélesség 44°-áig értek el. Kontinensünkön két fajuk honos:
- a lószőrpálma (Chamaerops) nemzetség egyetlen faja a Nyugat-Mediterráneumban és Dél-Európában honos törpepálma (törpe lószőrpálma, lombpálma, Chamaerops humilis)
- Kréta szigetén él a krétai datolyapálma (Phoenix theophrasti).

A legdélibb pálmafajok a Rhopalostylis nemzetség és az arékapálmák (Areca spp.) Új-Zéland északi szigetén.

## Megjelenésük, felépítésük
A legtöbb faj gyökerei sekélyen, a felszínhez közel futnak szét; a pálmák a felszín közeléből szívják fel a nedvességet.
Vannak köztük fák, cserjék és liánok is. Jellegzetességük az ún. pálmatörzs. Ez a törzs ritkán ágazik el. Az egyetlen kivétel, a villásan elágazó törzsű  mangrovepálma (Nypa  fruticans) a család kládján alapi helyzetű, tehát az  elágazás pleziomorf (ősi) jelleg. Jellemző formájuk a nagy, egyenletesen vastag szárú, „üstökös” lombkoronájú fa. Egyes fajok természetes élőhelyükön 40–50 m magasra is megnőhetnek. A kúszó törzsű fajok jóval ritkábbak. Egyes, a kúszó-kapaszkodó életmódra áttért, trópusi esőerdei fajok (például a Calamus nemzetség fajai) számos módosult hajtást:
- kacsokat,
- indákat,
- méretes és erőteljes tüskéket stb.

fejlesztenek.
Mivel a pálmatörzsben nincs kambium, az másodlagos vastagodásra eleve nem is képes: a törzset a hajtás tenyészőkúpjában lévő elsődleges osztódószövet (meristema) vastagítja, és az edényrendszert is ez fűzi le. Ez az úgynevezett elsődleges (primer) vastagodás az egyszikűekben, kiváltképp a pálmavirágúakban igen erőteljes. Ennek egyenes következményeként a pálmatörzs sérülései nem gyógyulnak be: a növény nem „tölti ki” őket. A hajtás-tenyészőkúp nagy, sejtjei gyorsan osztódnak. Az edénynyalábok körül sok szklerenchima (ez a szilárdító alapszövet egy típusa) képződik, és hüvelyszerűen beburkolja a szárban végigfutó edényt. 
Néhány más trópusi esőerdei növényhez hasonlóan egyes pálmák is föld feletti támasztógyökeret fejlesztve stabilizálják magukat.
Nagy, nyeles leveleik üstökben állnak a törzs végén. A leghosszabbak elérik a húsz métert: ezek a legnagyobb levelű virágos növények. Ennél nagyobb levele csak a Csendes-óceánban élő óriás tengeri hínárnak van (de az nem virágos növény). A levelek lehetnek (ritkán) egyszerűek vagy (többnyire) erősen tagolt összetettek. A levéllemez szárnyasan osztott. Ez a legyező alakú leveleknél  — pl. a szabalpálmáénál — is így van, csak a gerinc nagyon rövid.
Leveleik három részből állnak:
- levélalap,
- levélnyél,
- levéllemez

A levélalap csőszerű, a levélnyél (levélszár) lehet hosszú vagy egészen rövid is. A levélnyél a szilárdító szövet miatt többnyire igen erőteljes; hát- vagy hasoldalán egy homorú barázda fut végig. A levél legláthatóbb, legnyilvánvalóbb része a levéllemez. A rügyben még ép, bepödrött levelek fejlődés közben tagolttá, összetetté válhatnak.
Virágaik  viszonylag jelentéktelenek. A kétivarú virágoknál a porzók alapesetben két háromtagú körben állanak, így fogják közre a három levélből alakult termőt, de a porzók száma akár a 150 is lehet. A virág azonban többnyire egyivarú, s a növény egy-vagy kétlaki. A termőlevelek összenőttek vagy szabadok. A virágtakaró általában három csészelevélre és három sziromra különül, de hiányozhat is. A fürtös virágzatban  mindig  vannak  buroklevelek.
Termésük csonthéjas, az endospermiumban sok az olaj és a szénhidrát.

## Életmódjuk, termőhelyük
Évelők. A pálmatörzs elsődleges vastagodással és az elhalt levelek hüvelyeivel gyarapszik. A legtöbb faj ledobja elhervadt alsó leveleit, de egyesek, például a Washington-pálma (Washingtonia filifera) teljesen befedik törzsüket a régi levelek úgynevezett szoknyájával.
A tenyészőcsúcsuk rendkívül érzékeny: ha megsértik, a növény többnyire elpusztul.
A fajok többsége egylaki, de van néhány kétlaki is. Trópusi növények lévén túlnyomórészt melegkedvelők.

### Szaporodásuk
Többnyire erősen elágazó, torzsaszerű, egyszerű vagy összetett virágzataikat buroklevél (spatha) borítja be. Virágaik általában egy-, ritkábban kétivarúak; az egyivarú virágok egy- vagy kétlakiak is lehetnek. A legelterjedtebb típus egyivarú virágai egy tengelyen, (torzsán) ülnek; ezért régebben a torzsavirágzatúak rendjébe sorolták őket. A virágzat lehet faszerűen, monopodiálisan elágazó; egyes virágzatokban akár 250 ezer kis virágocska is lehet. Egyes fajok virágai nem a lombüstök közepén, hanem a törzs lombkorona alatti részén nyílnak.

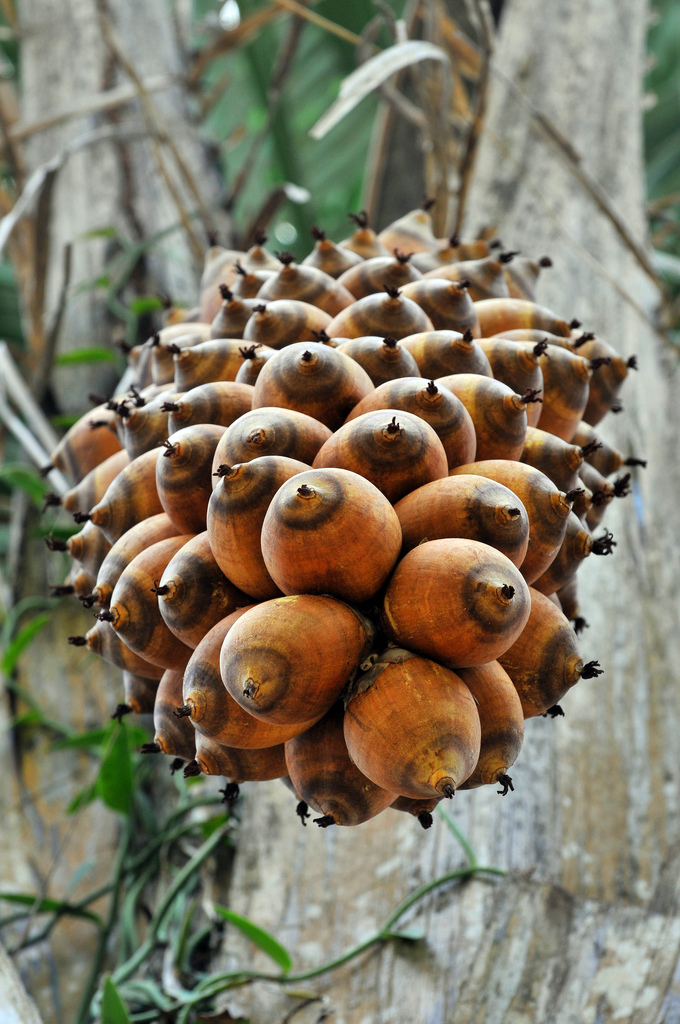
Olajpálma termése

Az aktinomorf virágtakaró általában kicsi, de jól fejlett, három, vagy két körben 3–3, nem feltűnő lepellevélből áll. Porzóik száma is három vagy annak többszöröse – a legtöbb kétivarú virágban két, egyenként háromtagú porzókör fogja körül a három termőlevélből álló gynoeceumot. Az egyes alcsaládok virágainak szerkezete ettől jelentősen eltérhet (megsokasodhatnak a porzók, buroklevelek tűnhetnek fel, a virág gyakran egyivarú stb.).
A ginőceum alakulása alapján három fejlődési szintjüket különböztethetjük meg:
- Minden termőlevél önálló magház.
- Három termőlevél összenő eggyé, de a magház továbbra is háromüregű marad.
- A három üreg egybeolvad, és egy nagy centrális magház alakul ki, benne egy magkezdeménnyel (ilyen például a közönséges datolyapálma (Phoenix dactylifera), amelynek apokarpikus termőtájában csupán egy termőlevél alakul bogyóterméssé).

A pálma termése a (nőivarú vagy hímnős) virágzatból fejlődik ki, és ennek megfelelően fürtökben helyezkedik el a fán. A termés bogyó, makk vagy csonthéjas; lehet apró, de egészen hatalmas is. A gyümölcsök lehet sima vagy héjas, lehet puha, vagy fás, esetenként tövises is. A legtöbbjük termője három magot érlel. A termés endospermiuma csontkemény vagy szaruszerű; esetenként sok olajat tartalmaz.

## Életmódjuk
A legtöbb faj nem fagytűrő, de a Himalája déli vonulatain egyes fajok (pl. indiai kenderpálma) kb. 2400 m magasságig kapaszkodnak fel, és ezek a több hónapos fagyot, havat is elviselik.
Többségük virágait a szél porozza be; néhányét rovarok. A legtöbb fajuk rendszeresen virágzik, de egyes nemzetségek (Corypha, Metroxylon) életükben csak egyszer, és utána elpusztulnak.

## Fajaik és felhasználásuk
Nevezetes haszonnövények a Cocos nucifera (kókuszpálma), a Phoenix  dactylifera (datolyapálma), a Raphia ruffia (rafiapálma), a Metroxylon sp. (szágópálma) és az Areca catechu (bételpálma).
A leggyakrabban termesztett fajok:
- A közönséges datolyapálma (Phoenix dactylifera) az egyik legkorábbi kultúrnövény, aminek termése Elő-Ázsia sivatagaiban és az arab oázisokban a legfőbb élelmiszer. Fiatalabb leveleiből zöldséget készítenek, az idősebbeket takarmánynak adják vagy házakat fednek velük. Fáját építőanyagnak, pörkölt magvait kávépótlóként használják.
- A Kanári-szigeteken őshonos kanári datolyapálma (Phoenix canariensis) az egyik leggyakrabban telepített pálmafaj. A Földközi-tenger környékén is gyakran ültetik. Termése nem ehető.
- A kókuszpálma (Cocos nucifera) csonthéjas termése már cönokarpikus. Külső terméshéja bőrszerű, a középső pedig levegőt tartalmazó, rostos. Belső, kemény terméshéján (csonthéj) belül olajban gazdag endospermium van: ez a kopra, a kókuszreszelék alapanyaga. Legbelül van nyersen is fogyasztható, tejszerű nedve, a kókusztej. A rostokból különböző használati tárgyakat (például szőnyegeket) készítenek.
- A Kaliforniából és Arizonából származó, mintegy 25 m magasra növő, a tövén elefántlábszerűen megvastagodó Washington-pálmát (Washingtonia filifera) főleg igénytelensége miatt telepítik.
- A szabalpálmát (Sabal palmetto) az amerikai indiánok hasznosították sokoldalúan: Leveleiből kalapot, kosarat, kötelet és zsákot fontak, termésének kipréselt nedvét gyógyszerként és afrodiziákumnak használták.
- Az összes pálmafaj közül a szágópálma (Metroxylon sagu) törzse adja a legtöbb lisztet. Levelét, levélnyelét építőanyagnak használják, kivájt törzséből kenut készítenek.
- A szalakkapálma (Salacca zalacca) szomjoltó és frissítő hatású termését elsősorban a Maláj-félszigeten fogyasztják.
- A Madagaszkárról származó rafiapálma (Raphia farinifera, Raphia ruffia) levelének rostjaiból állítják elő a rafiát, amit sokáig általánosan használtak a kertészetekben és a szőlő kötözésére.
- A bételpálma (Areca catechu) termése elsősorban Hátsó-Indiában népszerű. Megpörkölik, főzik, majd fűszerezve a bételbors (Chavica betle) levelébe tekerik, és enyhe narkotikumnak rágják. A fejben vértolulást okoz, a nyálat vörösre festi.
- Az olajpálma (Elaeis guineensis) terméséből főzésre és margarin készítésére használt étolajat nyernek.
- Az elefáncsontpálmák (Phytolepas spp.) onnan kapták nevüket, hogy egyes fajaik terméséből, az úgynevezett „növényi elefántcsontból” hagyományosan elefántcsont alapanyagú termékeket (biliárdgolyókat, gombokat stb.) állítanak elő.
- A főként Dél-Ázsiában élő ernyőpálma (Corypha umbraculifera) összetett, elágazó virágzatának 6 méteresre növő tengelyéből Srí Lankán cukros levet csapolnak, és abból bort erjesztenek.
- A királypálma a Karib-térségben honos. Dísznövényként telepítik. A magot olajforrásként és állati takarmányként használják. A leveleket nádfedésre, a fát pedig építkezésre használják.[3]
- A dél-amerikai buritipálma (Mauritia flexuosa) olajban gazdag, nagyon tápláló és vitamindús terméshúsából üdítőitalt és bort, illetve étkezési olajat is készítenek, de takarmányként is felhasználják. Szárított és őrölt állapotban különböző ételekhez használják. Törzse értékes építőanyag. Leveleit tetőfedésre és fonott tárgyak készítésére használják, ugyanakkor rostok nyerésére is alkalmasak. A pálma nedvéből pálmabort erjesztenek. Az idősebb törzsek keményítőben gazdag belét kenyérsütésre használják.[4]

### Szobanövényként
Szobanövényként a leggyakrabban a lassabban növő, legyezőszerű levelű fajokat (törpepálma) ültetik.
További, szobanövényként elterjedt fajok:
- Howe-pálma (fodrospálma, Howea belmoreana),
- kencia-pálma (őrszempálma, Howea forsteriana, Kentia forsteriana),
- mexikói bambuszpálma (Chamaedorea elegans).

## Galéria

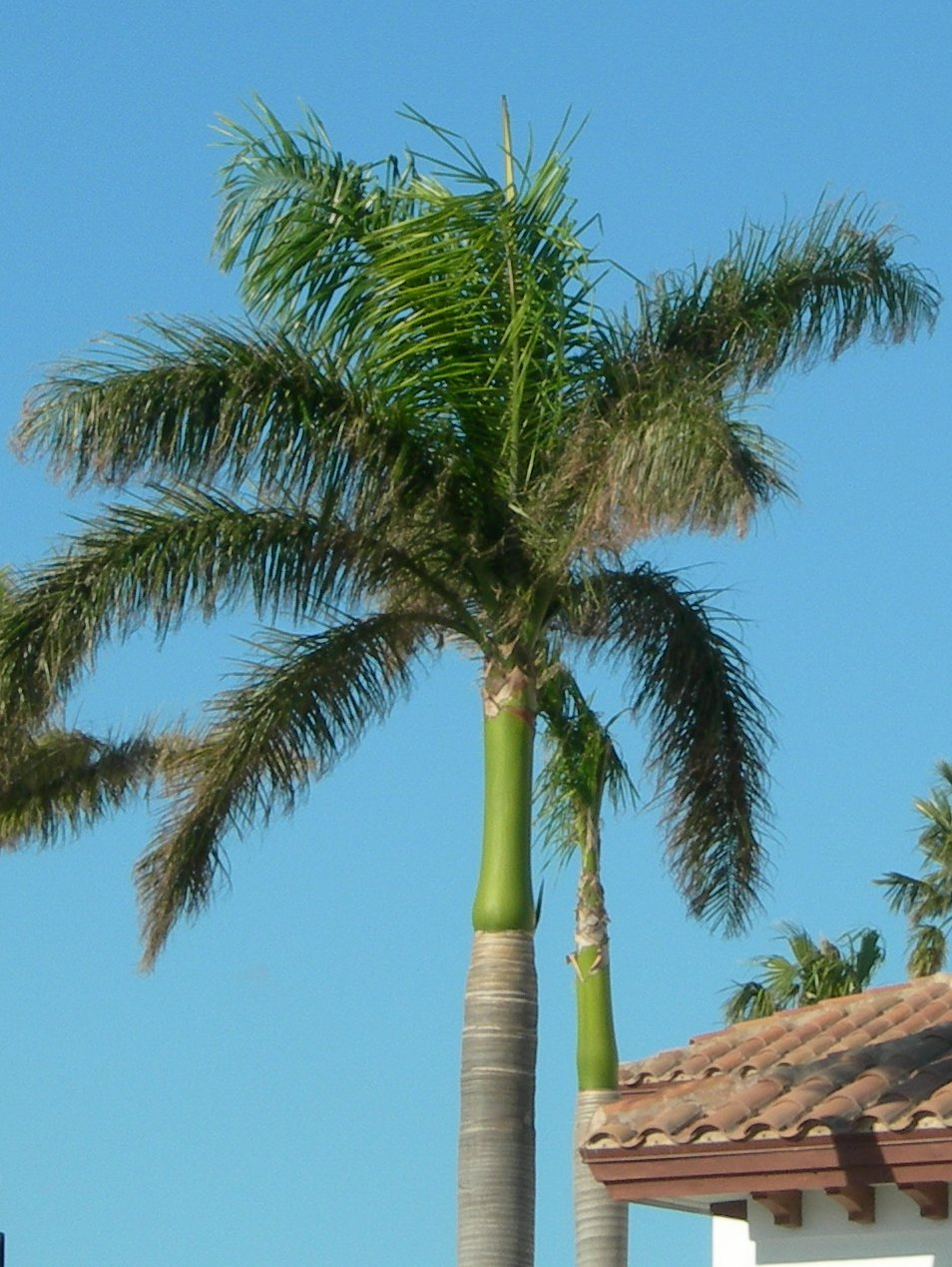
Királypálma
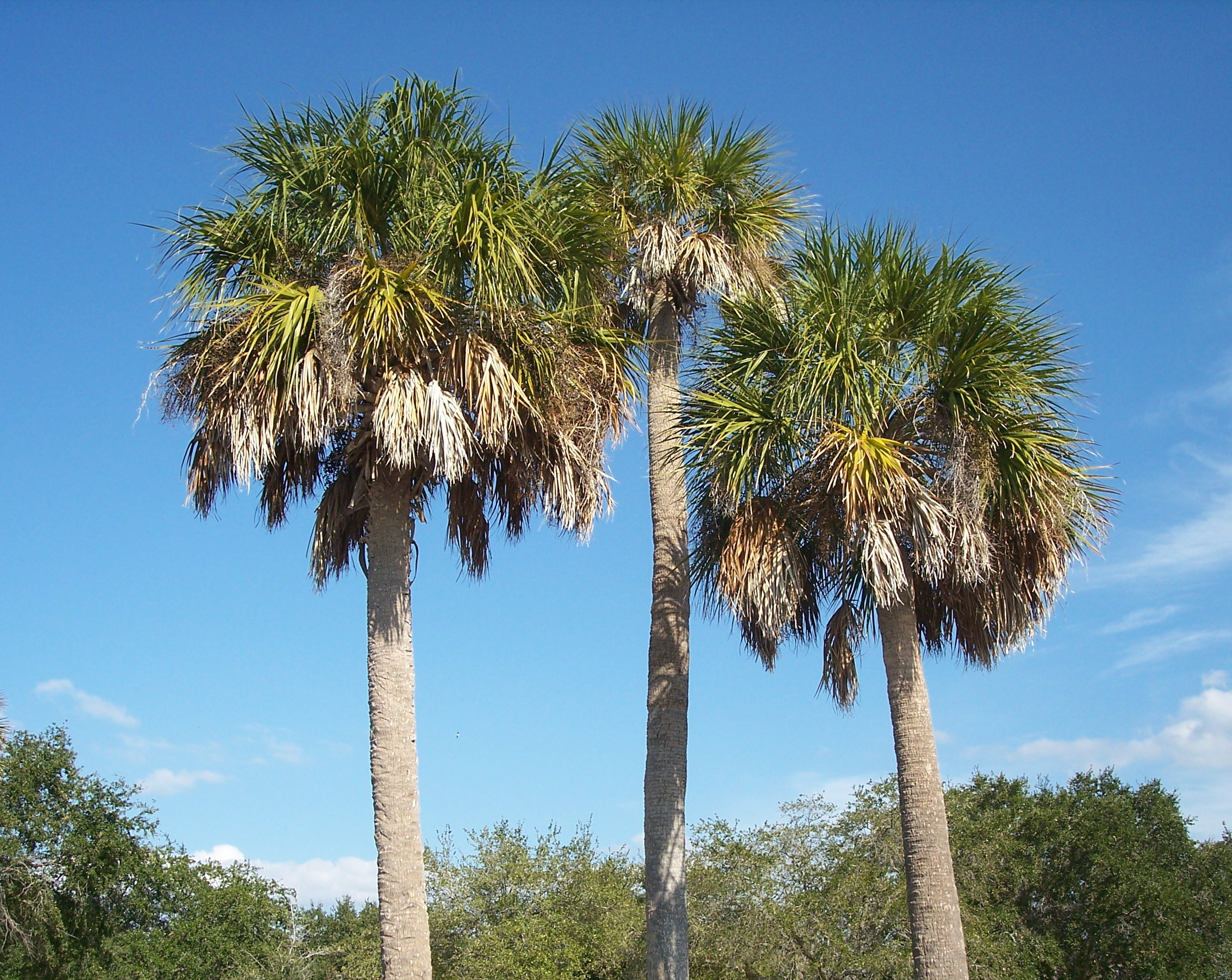
Szabalpálma
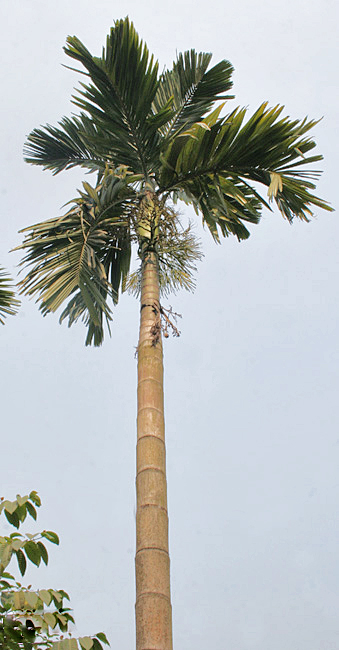
Bételpálma
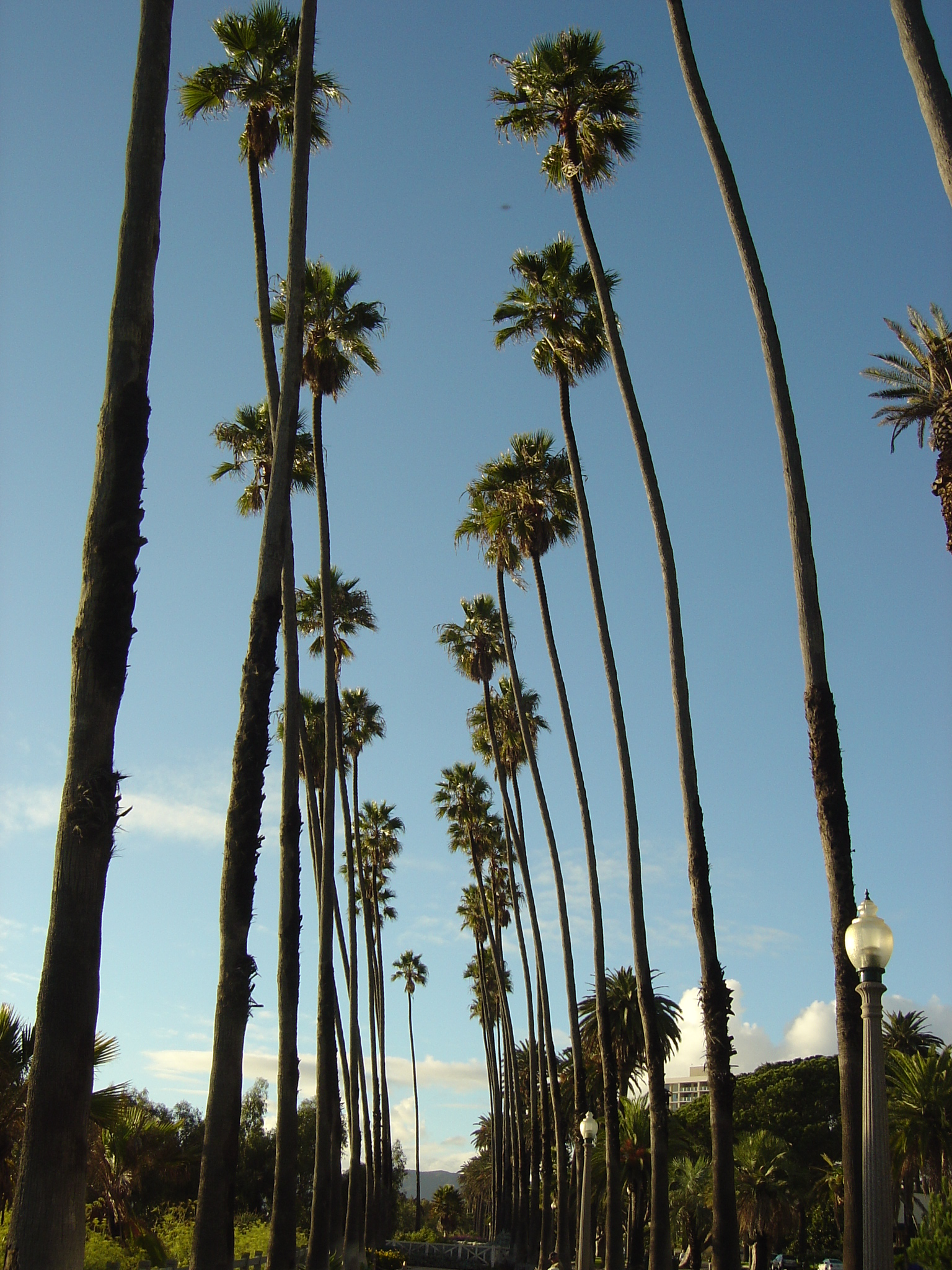
Mexikói Washington-pálma
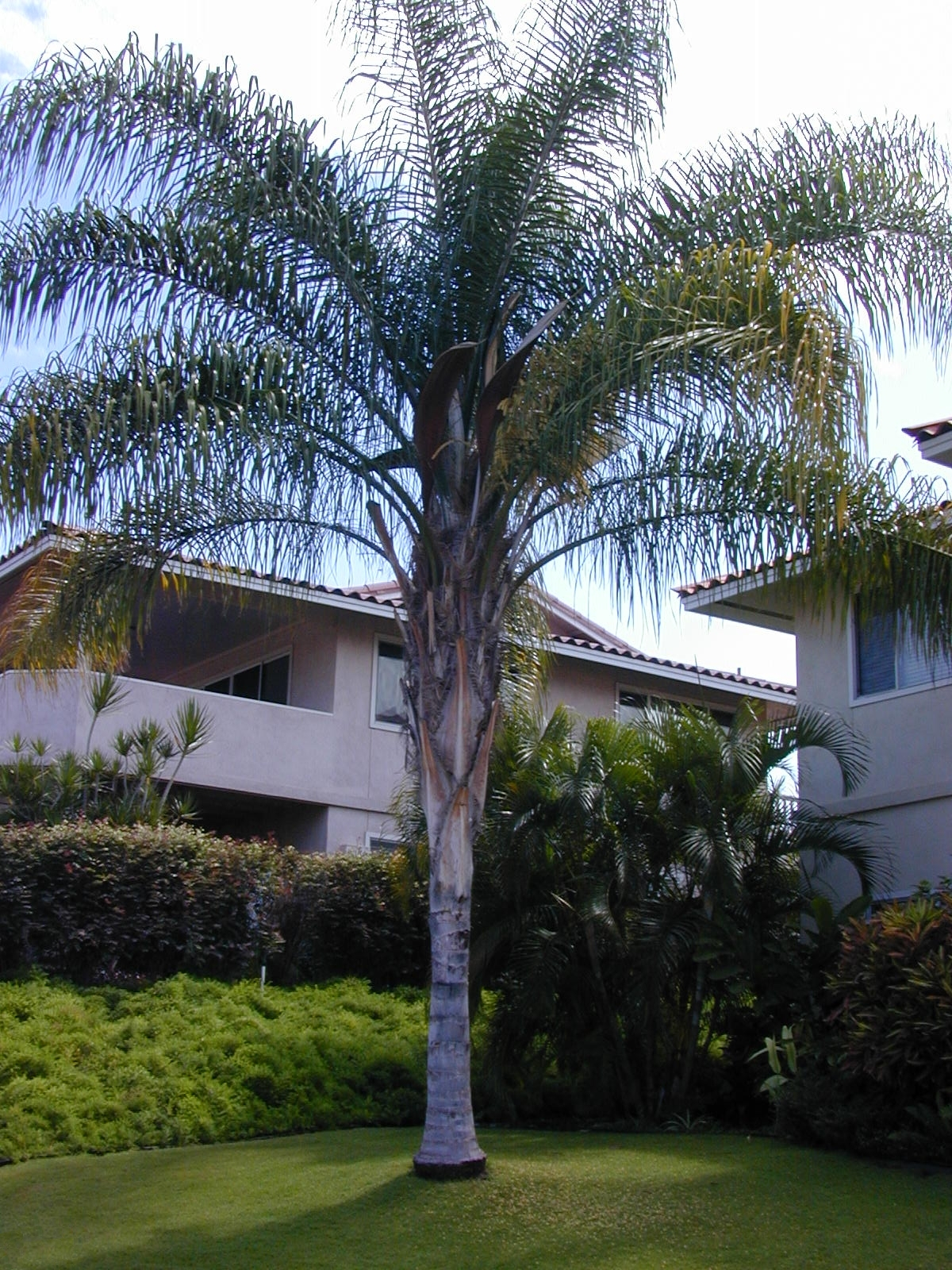
Királynőpálma
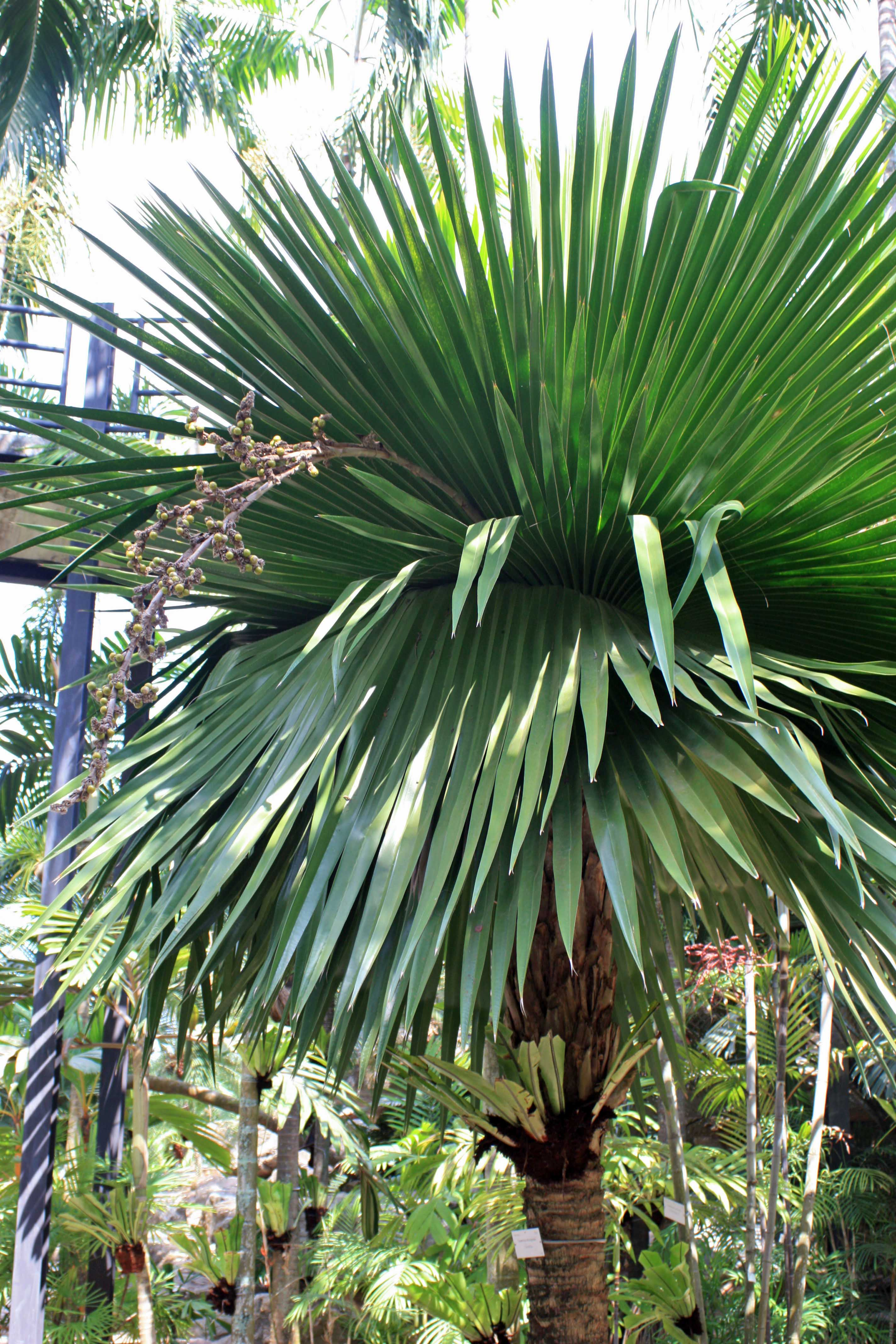
Copernicia
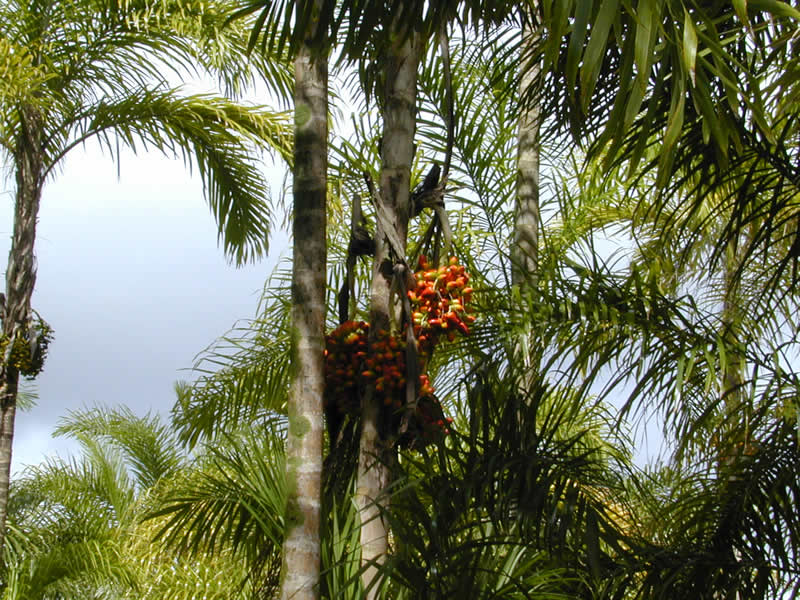
Bactris
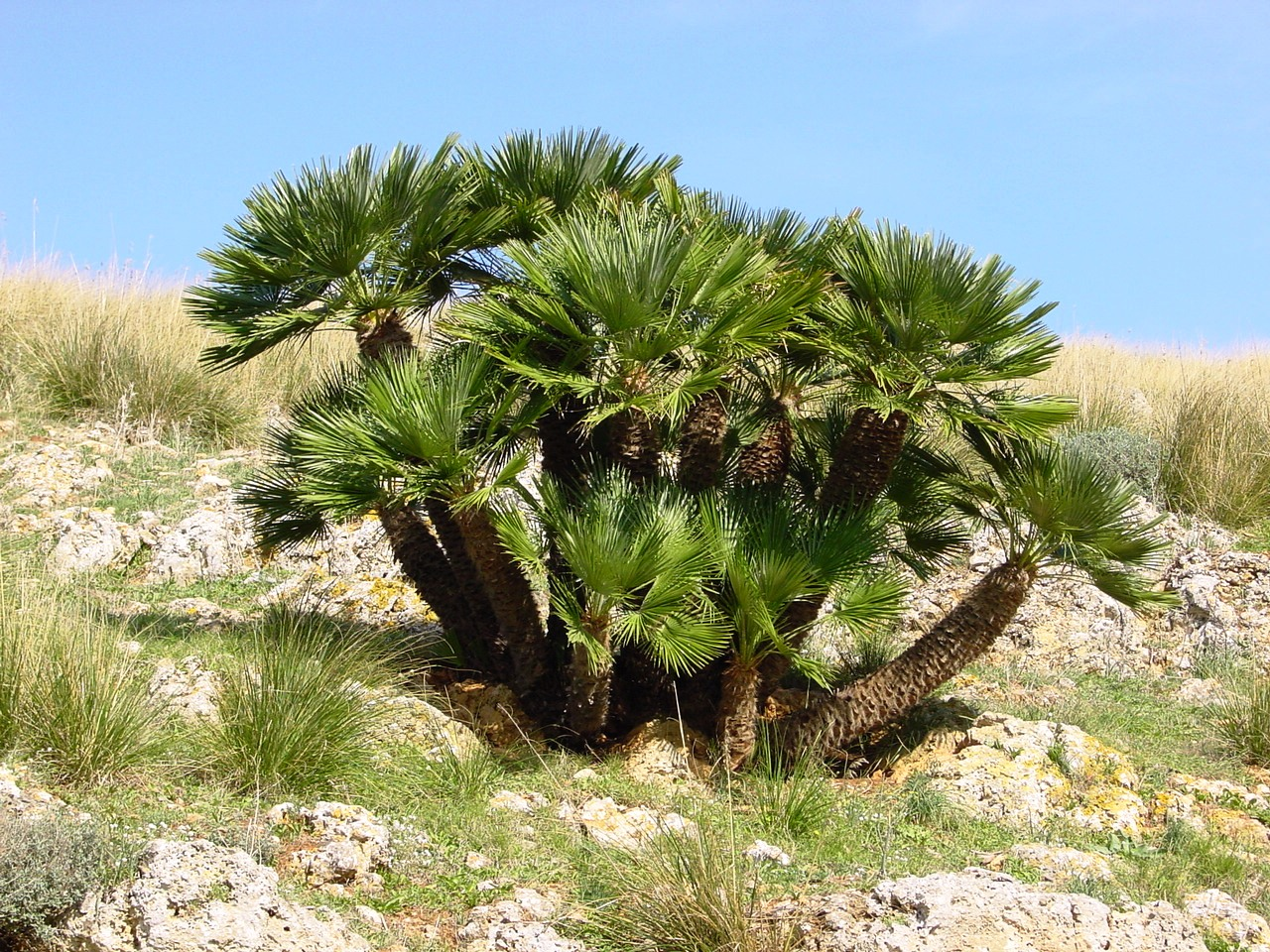
Lószőrpálma
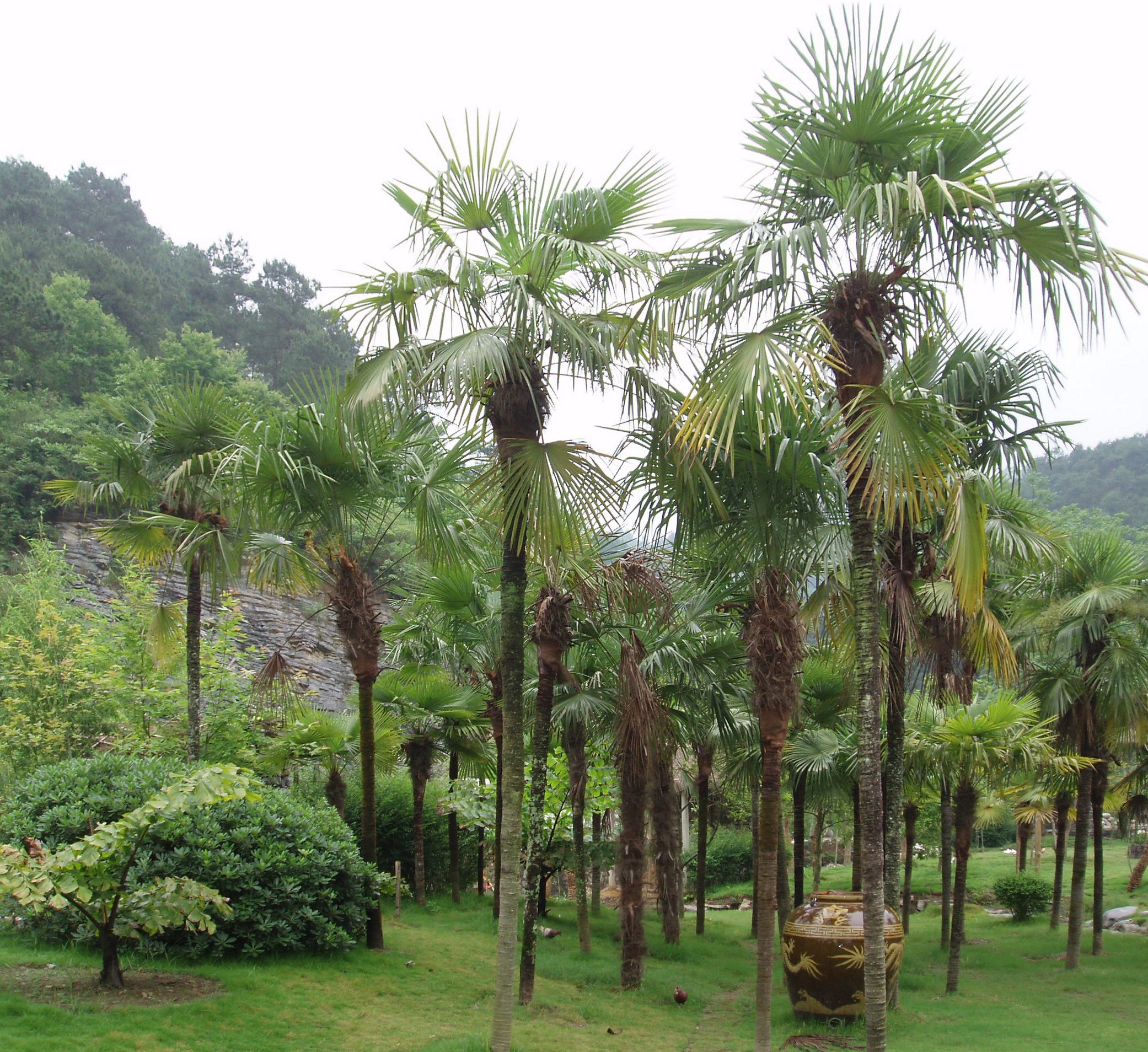
Kenderpálma
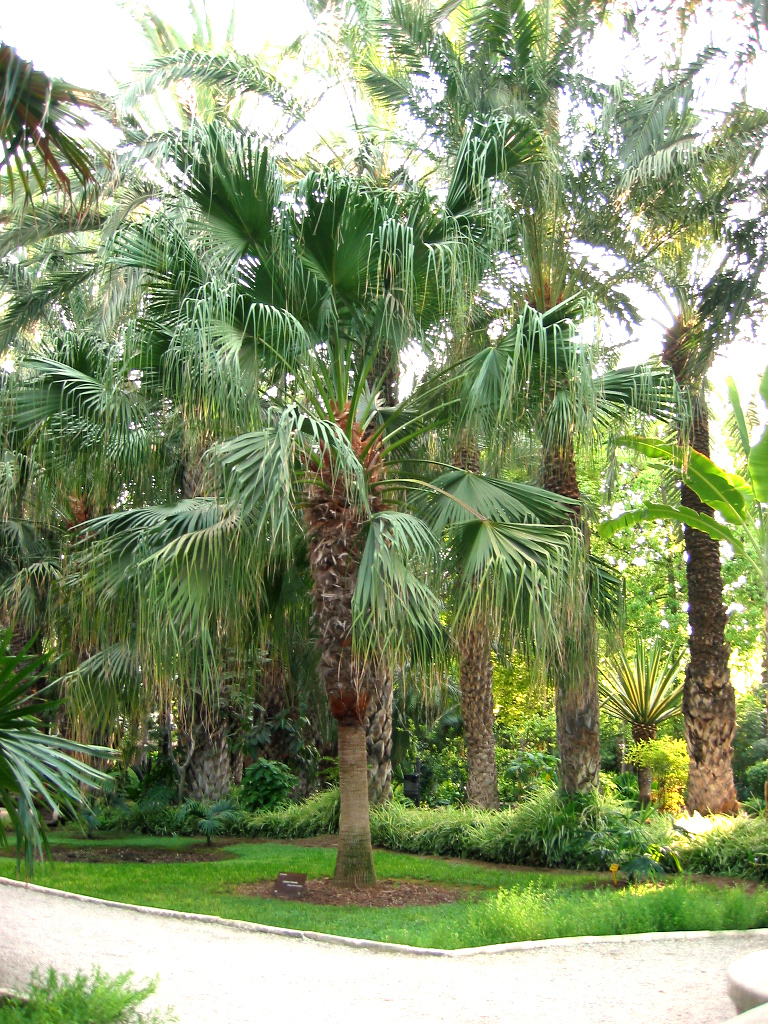
Legyezőpálma
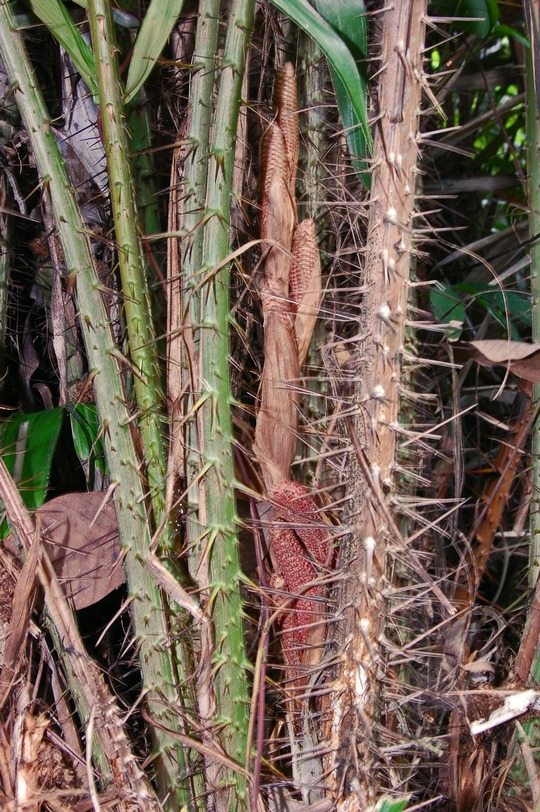
Salacca
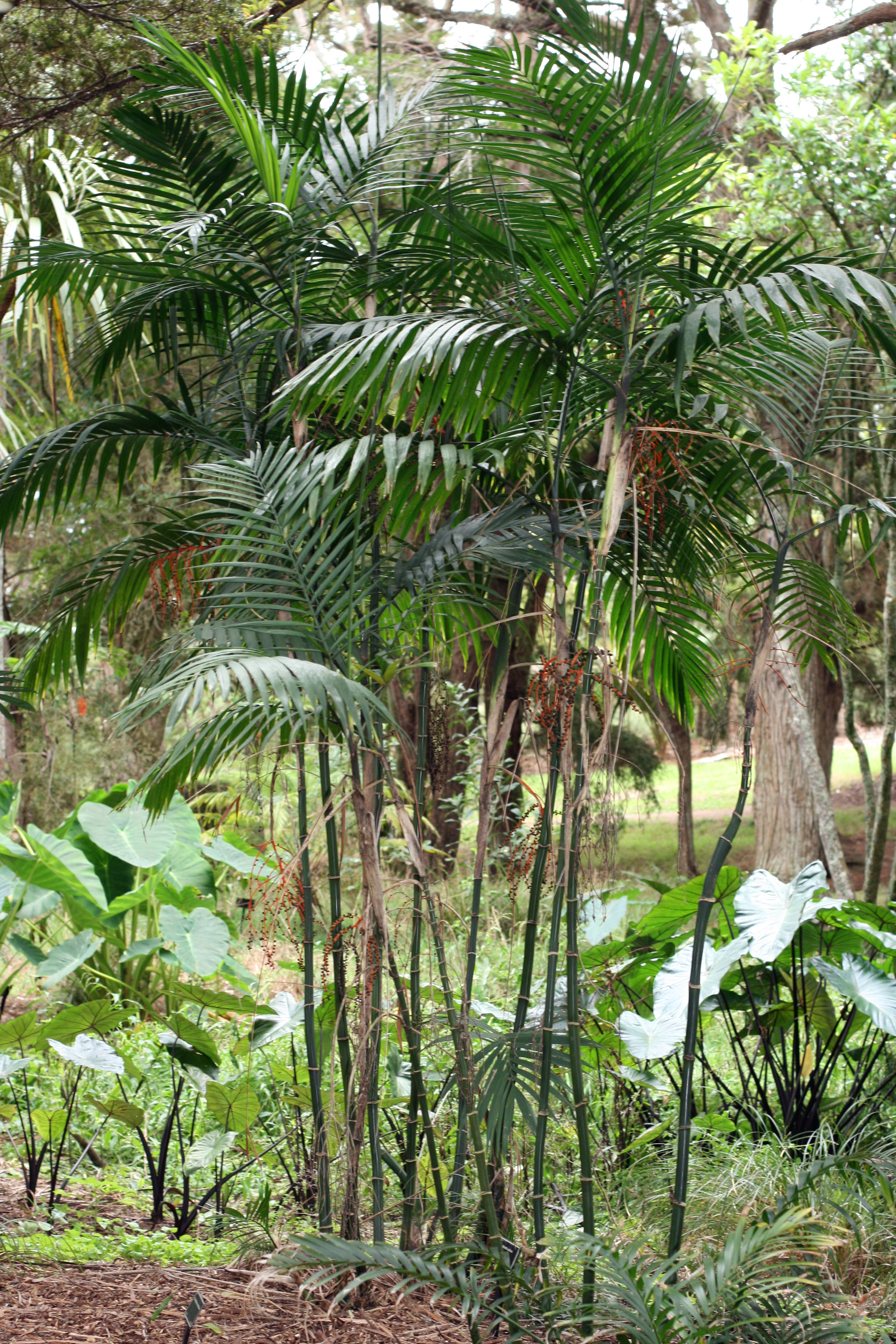
Chamaedorea
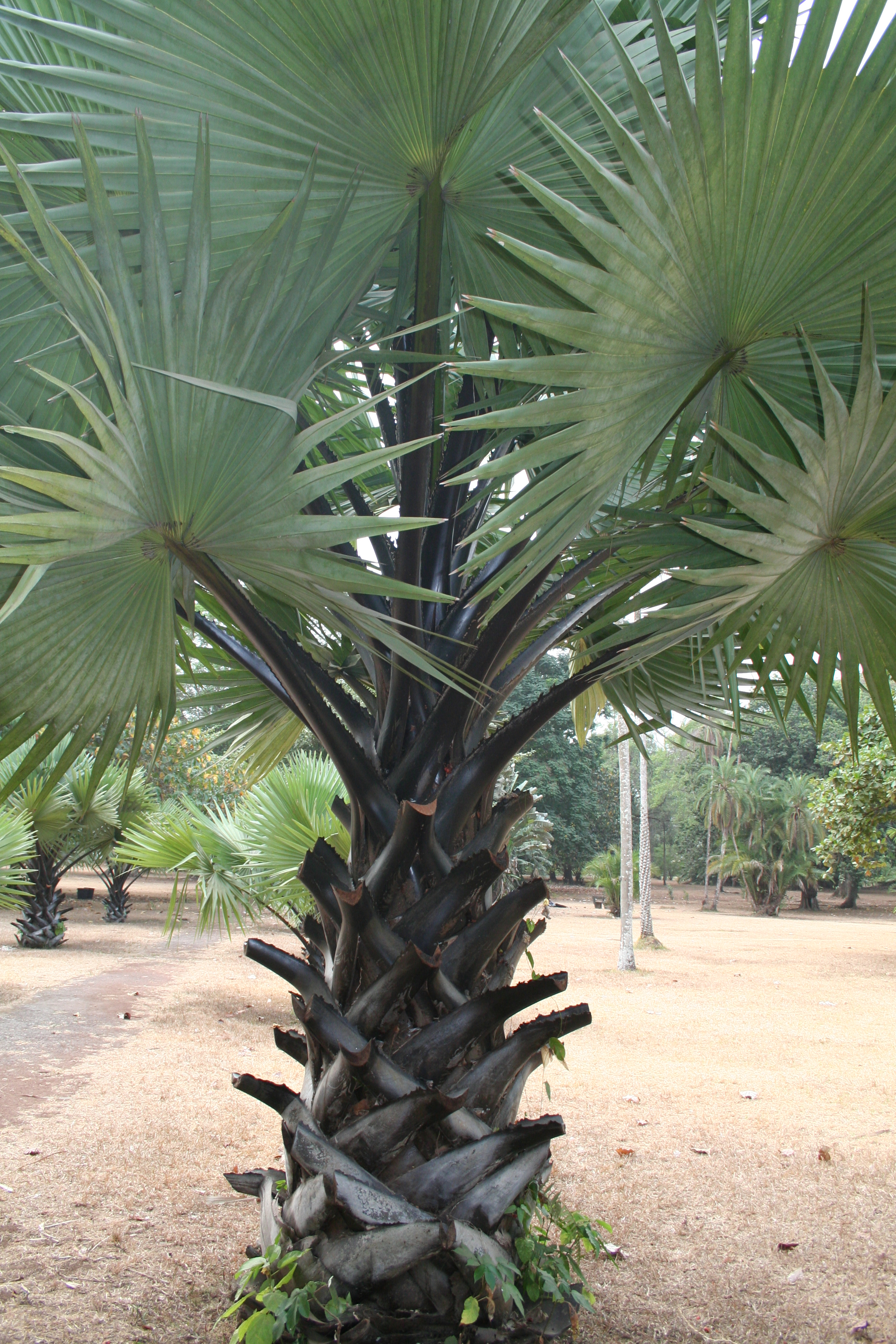
Borassus
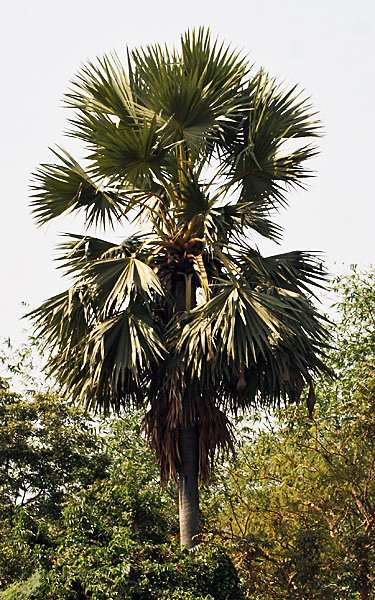
Palmira-pálma
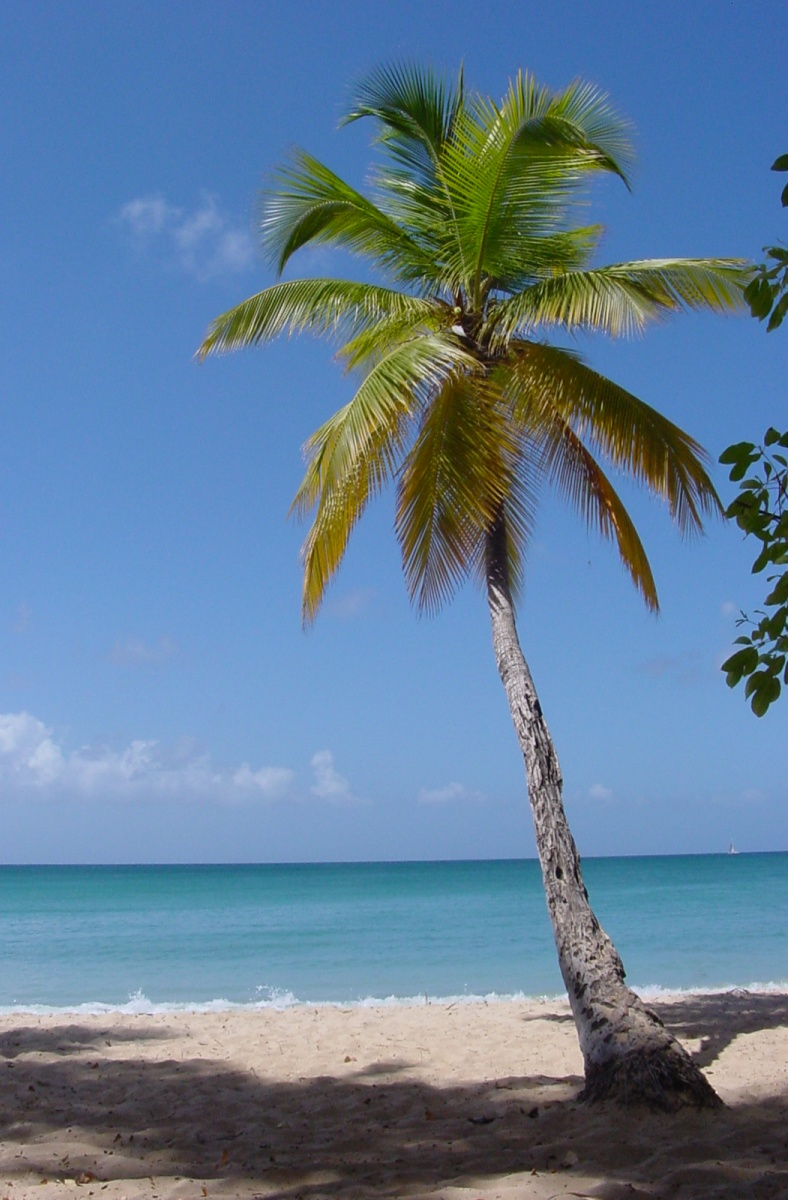
Kókuszpálma
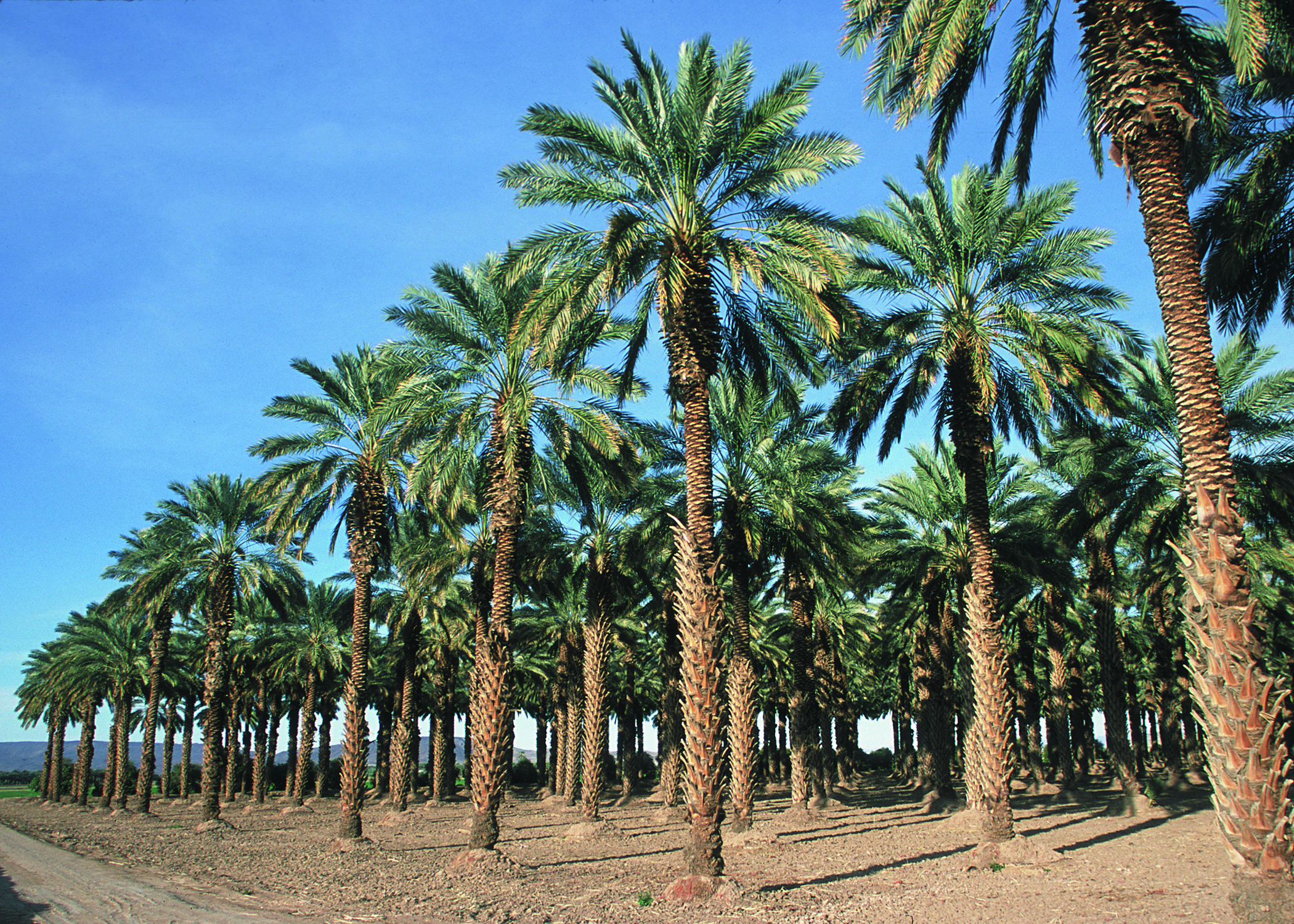
Datolyapálma
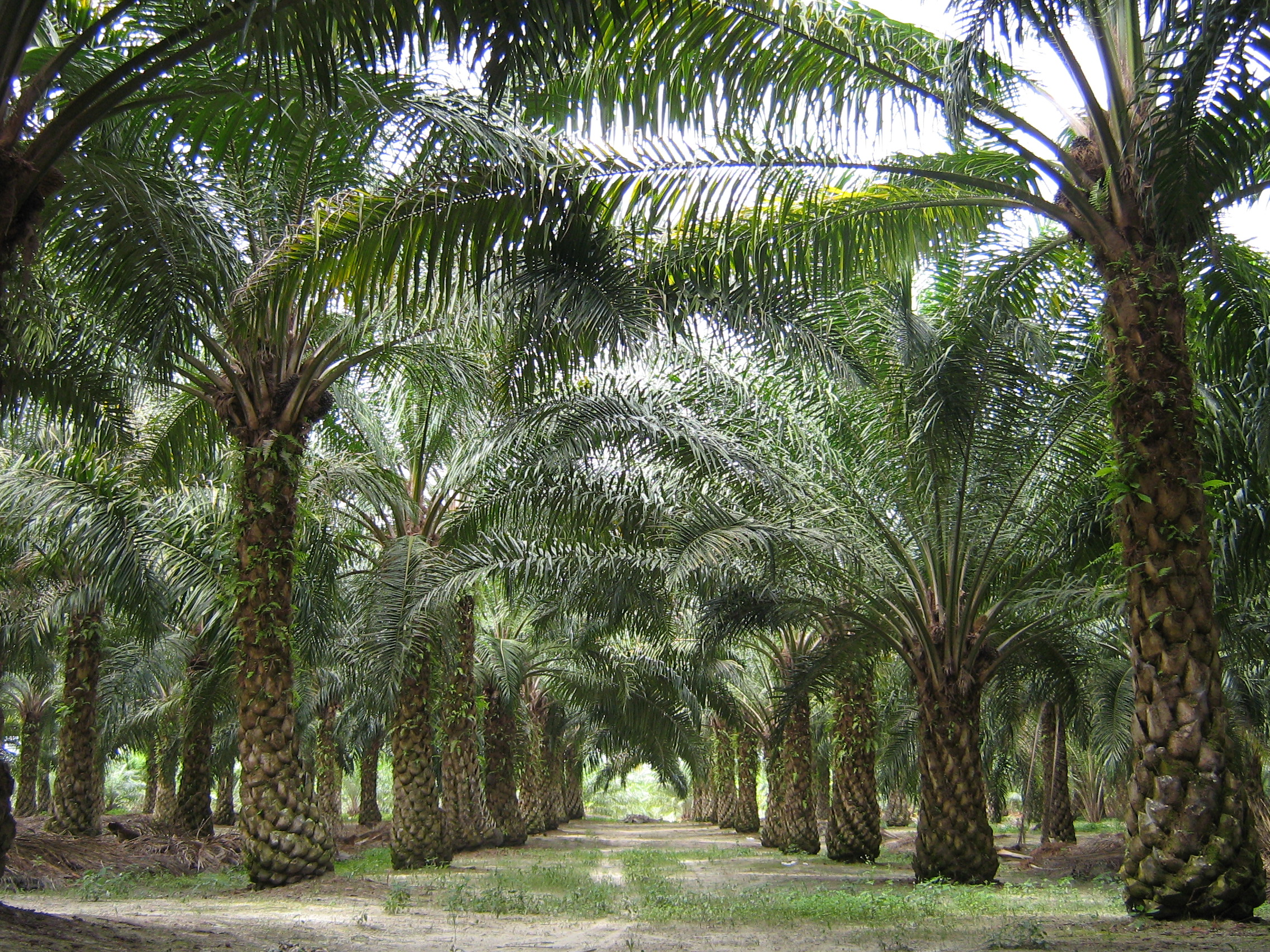
Olajpálma